# Массіна (селище, Нью-Йорк)
Массіна (англ. Massena) — селище (англ. village) в США, в окрузі Сент-Лоуренс штату Нью-Йорк. Населення — 10 151 особа (2020).

## Географія
Массіна розташована за координатами 44°55′44″ пн. ш. 74°53′35″ зх. д. / 44.92889° пн. ш. 74.89306° зх. д. (44.929024, -74.892973).  За даними Бюро перепису населення США в 2010 році селище мало площу 12,24 км², з яких 11,72 км² — суходіл та 0,52 км² — водойми.

## Демографія
Згідно з переписом 2010 року, у селищі мешкало 10 936 осіб у 4696 домогосподарствах у складі 2717 родин. Густота населення становила 894 особи/км².  Було 5014 помешкання (410/км²).
Расовий склад населення:
| - 93,4 % — білих - 2,9 % — корінних американців - 1,0 % — азіатів - 0,6 % — чорних або афроамериканців |

До двох чи більше рас належало 1,8 %. Частка іспаномовних становила 1,9 % від усіх жителів.
За віковим діапазоном населення розподілялося таким чином: 23,5 % — особи молодші 18 років, 59,9 % — особи у віці 18—64 років, 16,6 % — особи у віці 65 років та старші. Медіана віку мешканця становила 40,4 року. На 100 осіб жіночої статі у селищі припадало 90,6 чоловіків;  на 100 жінок у віці від 18 років та старших — 87,1 чоловіків також старших 18 років.
Середній дохід на одне домашнє господарство  становив 48 280 доларів США (медіана — 37 967), а середній дохід на одну сім'ю — 59 067 доларів (медіана — 53 051). Медіана доходів становила 44 583 долари для чоловіків та 35 732 долари для жінок. За межею бідності перебувало 21,6 % осіб, у тому числі 27,1 % дітей у віці до 18 років та 11,0 % осіб у віці 65 років та старших.
Цивільне працевлаштоване населення становило 4448 осіб. Основні галузі зайнятості: освіта, охорона здоров'я та соціальна допомога — 30,4 %, роздрібна торгівля — 12,8 %, мистецтво, розваги та відпочинок — 11,2 %, виробництво — 9,6 %.